# 莫桑比克射毒眼鏡蛇
莫桑比克射毒眼鏡蛇（學名：Naja mossambica）是蛇亞目眼鏡蛇科下的一個有毒蛇種，主要分布於非洲。

## 特徵
莫桑比克射毒眼鏡蛇的身體呈灰色、橄欖色或棕色，部分鱗片邊緣會滲出黑色。頸部及腹部位置有黃黑相間的斑紋，雜以黑色或棕色的小斑點。

## 地理分布
莫桑比克射毒眼鏡蛇是非洲的熱帶及亞熱帶疏林草原地區常見的眼鏡蛇種，主要分布於納塔爾、坦桑尼亞、奔巴島、安哥拉南部及納米比亞北部等。莫桑比克射毒眼鏡蛇的幼蛇在日間會出外活動。牠們並不像埃及眼鏡蛇，而是相當需要接近水源。

## 分類學
莫桑比克射毒眼鏡蛇是非洲最危險的其中一種蛇種，其危險性只僅次於曼巴屬的蛇。牠們像唾蛇一樣能噴射毒液，其咬擊能令生物的傷口組織受到破壞。如果生物的眼睛被毒液濺到，其毒性足以令眼睛的視力受損甚至導致失明。

## 進食習慣
莫桑比克射毒眼鏡蛇主要進食兩棲動物、其它蛇類、鳥類、蛋、小型哺乳類動物，有時也會進食昆蟲。

## 棲身地
莫桑比克射毒眼鏡蛇是一種非常緊張及神經質的蛇，當牠們被迫入窘境時，能弓起三分之二的身體作出警衛姿態，盡量擴開頸部的幼窄的皮摺，並隨意準備作出射毒的狀態。牠們的毒液最遠能噴射至2至3米之遙，其狙擊亦相當準確。這類射毒眼鏡蛇雖然有著侵略性的性格，但其實牠們並不常使出咬擊，有時甚至會使用假死法來避免與敵人進一步的糾纏。一條已成長的莫桑比克射毒眼鏡蛇身體約有90公分至1米長，目前紀錄中最巨型的雄性莫桑比克射毒眼鏡蛇被發現於辛巴威，其身體有接近1.5米之長。

## 繁殖
莫桑比克射毒眼鏡蛇是卵生動物，雌蛇每次能生產10至22枚蛇卵。